# K-69
K-69, później B-369 – radziecki myśliwski okręt podwodny z napędem jądrowym projektu 671 (NATO: Victor I). Budowę okrętu rozpoczęto 31 stycznia 1964 roku, 5 maja 1973 roku zwodowano go w Zakładzie nr 402 w Leningradzie. Jednostka została przyjęta do służby w marynarce radzieckiej 30 września 1973 roku, gdzie służyła we Flocie Północnej do 1991 roku.
Okręt został zbudowany w układzie dwukadłubowym, z kadłubem sztywnym wykonanym ze stali o zwiększonej ciągliwości AK-29. Okręt o długości 93 metrów wypierał na powierzchni 3650 ton i 4830 ton w zanurzeniu. Napęd jądrowy zapewniany przez dwa reaktory wodno-ciśnieniowe WM-4P z jedną turbiną parową o mocy 31 000 KM, wraz z opływowym kadłubem lekkim i kioskiem zapewniał mu prędkość podwodną 33 węzłów. Jednostka została wyposażona w sześć wyrzutni torpedowych kalibru 533 mm dla 18 torped przeciwpodwodnych oraz aktywno-pasywny sonar Rubin MGK-300.
Podstawowym zadaniem operacyjnym okrętu było zwalczanie amerykańskich strategicznych okrętów rakietowych systemu Polaris-Poseidon oraz nuklearnych myśliwskich okrętów podwodnych państw NATO.
29 sierpnia 1991 roku wraz z innymi okrętami tego typu został przeklasyfikowany z krążowniczego okrętu podwodnego na duży okręt podwodny, co pociągnęło zmianę oznaczenia z litery K na B (ros. bolszaja), a przy tym zmieniono numer na B-369.
Okręt wycofano ze służby 1 września 1995 roku.